# Piresia
Piresia is een geslacht uit de grassenfamilie (Poaceae). De soorten van dit geslacht komen voor in Zuid-Amerika.

## Soorten
De  Catalogue of New World Grasses [12 december 2011] erkent de volgende soorten: 
- Piresia goeldii
- Piresia leptophylla
- Piresia macrophylla
- Piresia sympodica